# پیلگژموو (استان اوپوله)
پیلگژموو (به لهستانی:  Pielgrzymów) یک روستا در لهستان است که در گمینا گووبچتسه واقع شده‌است.